# Kalifornsky
Kalifornsky statisztikai település az USA Alaszka államában, Kenai Peninsula megyében. Lakosainak száma 8487 fő (2020. április 1.).

## Népesség
A település népességének változása:

| 2010 | 7 850 |
| 2020 | 8 487 |